# Carolyne Larrington
Carolyne Larrington es catedrática de Literatura medieval europea y fellow del St John's College (Universidad de Oxford).

## Publicaciones
Además de numerosos artículos y ensayos en publicaciones especializadas como The English Historical Review, The Times Literary Supplement, la Modern Language Review o la The Medieval Review, las publicaciones de Larrington incluyen las siguientes:
- The Woman's Companion to Mythology (Pandora Press, 1992)
- Poetic Edda (Oxford University Press, 1996)
- The poetic Edda: essays on Old norse mythology (Routledge, 2002)
- Women and writing in medieval Europe: a sourcebook (Routledge, 2003)
- Brothers and Sisters in Medieval European Literature (2015), con Frank Brandsma y Corinne Saunders
- Emotions in Medieval Arthurian Literature (2015)
- Winter is Coming: The Medieval World of ‘Game of Thrones’ (2015)
- The Land of the Green Man: A Journey through the Supernatural Landscapes of the British Isles (2015).
- Handbook to Eddic Poetry: Myths and Legends of Ancient Scandinavia (Cambridge University Press, 2016), con Judy Quinn y Brittany Schorn
- Norse Myths: A Guide to the Gods and Heroes (Thames & Hudson, 2017)